# Kazuo Uchida
Kazuo Uchida (japanisch 内田 一夫 Uchida Kazuo; * 18. April 1962 in der Präfektur Shizuoka) ist ein japanischer Fußballspieler und -trainer.

## Karriere
Uchida erlernte das Fußballspielen in der Schulmannschaft der Shimizu Higashi High School und der Universitätsmannschaft der Komazawa-Universität. 2010 wurde Uchida Trainer von Ventforet Kofu.